# Чупино (Алтайский край)
Чупино — посёлок в Шипуновском районе Алтайского края России. Входит в состав Войковского сельсовета.

## География
Посёлок находится в центральной части Алтайского края, в пределах степной зоны Предалтайской равнины, на левом берегу реки Порозихи, на расстоянии примерно 36 километров (по прямой) к востоку-юго-востоку (ESE) от села Шипуново, административного центра района. Абсолютная высота — 164 метра над уровнем моря.
Климат характеризуется как континентальный. Средние показатели температуры воздуха в зимний период находятся в диапазоне между −15 и −10 °C, летом — в диапазоне между 15 и 20 °C. Количество осадков, выпадающих зимой, в среднем составляет 187 мм, летом — 273 мм.

## История
Основано в 1726 году. По данным 1926 года имелось 236 хозяйств и проживало 1326 человек (в основном — русские). Действовали школа I ступени и лавка общества потребителей. В административном отношении посёлок являлось центром Чупинского сельсовета Чарышского района Рубцовского округа Сибирского края.

## Население
| 1926 | 1997 | 2001 | 2002 | 2003 | 2004 | 2005 |
| ---- | ---- | ---- | ---- | ---- | ---- | ---- |
| 1326 | ↘51  | ↘45  | ↘27  | ↗41  | ↘36  | ↘32  |
| 2006 | 2007 | 2008 | 2009 | 2010 | 2011 | 2012 |
| →32  | ↘29  | ↘16  | ↗21  | ↘15  | ↗18  | ↘14  |
| 2013 |      |      |      |      |      |      |
| ↘11  |      |      |      |      |      |      |

Согласно результатам переписи 2002 года, в национальной структуре населения русские составляли 100 %.

## Улицы
Уличная сеть посёлка состоит из одной улицы (ул. Заречная).